# Børsen
Børsen je budova bývalé burzy v dánském hlavním městě Kodani. Nachází se v centru města na ostrově Slotsholmen naproti kostelu Holmens Kirke. Byla postavena za vlády Kristiána IV. Dánského a je chráněnou kulturní památkou. 

## Historie
Stavba ve stylu nizozemské renesance byla zahájena roku 1619. Projektoval ji Lorenz van Steenwinckel, po jeho smrti stavbu dokončil bratr Hans van Steenwinckel mladší a roku 1640 byla otevřena jako městská tržnice. Budova z červených cihel je 128 metrů dlouhá a 21 metrů široká. Dominantou je věž Dragespir, která dosahuje výšky 56 metrů. Její špice je tvořena čtyřmi spirálovitě stočenými dračími ocasy a zdobí ji tři koruny symbolizující severská království. 
V roce 1745 proběhla rekonstrukce, kterou vedl Nicolai Eigtved. Úpravy interiéru do stávající podoby řídil v roce 1855 Harald Conrad Stilling. V budově se nacházela bohatá obrazová výzdoba, autory cenných děl byli Peder Severin Krøyer, William Scharff a Lorenz Frølich.
Od roku 1857 byla Børsen majetkem sdružení Grosserer-Societetet a fungovala jako burza cenných papírů. K dramatickým událostem zde došlo 11. února 1918, kdy do budovy vtrhla skupina anarchosyndikalistů protestujících proti nezaměstnanosti a chudobě. V roce 1974 byla kodaňská burza přestěhována do nového sídla ve čtvrti Indre By, poté zde sídlila Dánská obchodní komora.
V ranních hodinách 16. dubna 2024 v budově vypukl požár. Zřítila se věž a střecha, po dvou dnech spadla i část obvodových zdí. Ke ztrátám na životech nedošlo a většinu artefaktů se z budovy podařilo zachránit.

## Galerie

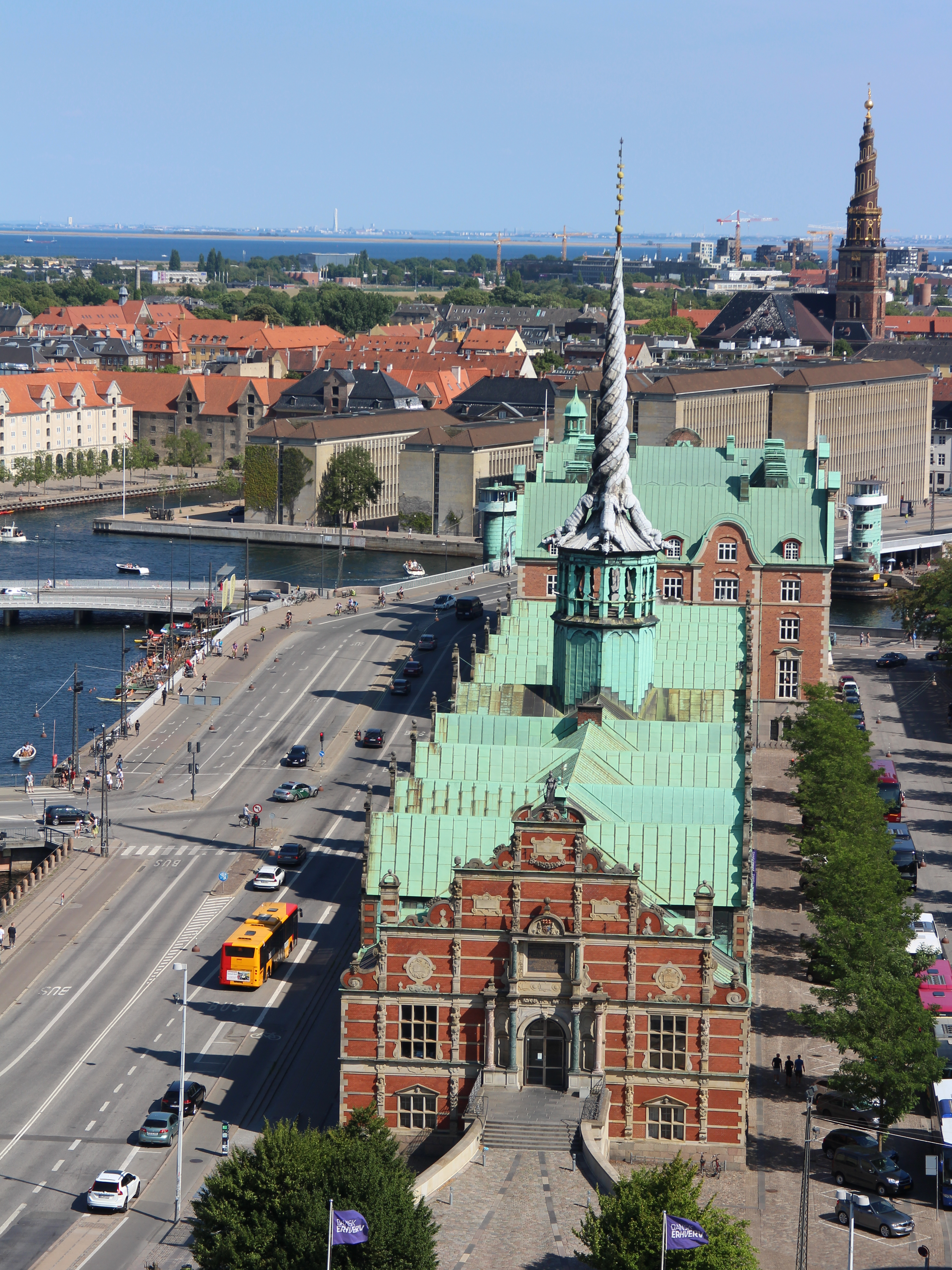
Pohled z paláce Christiansborg
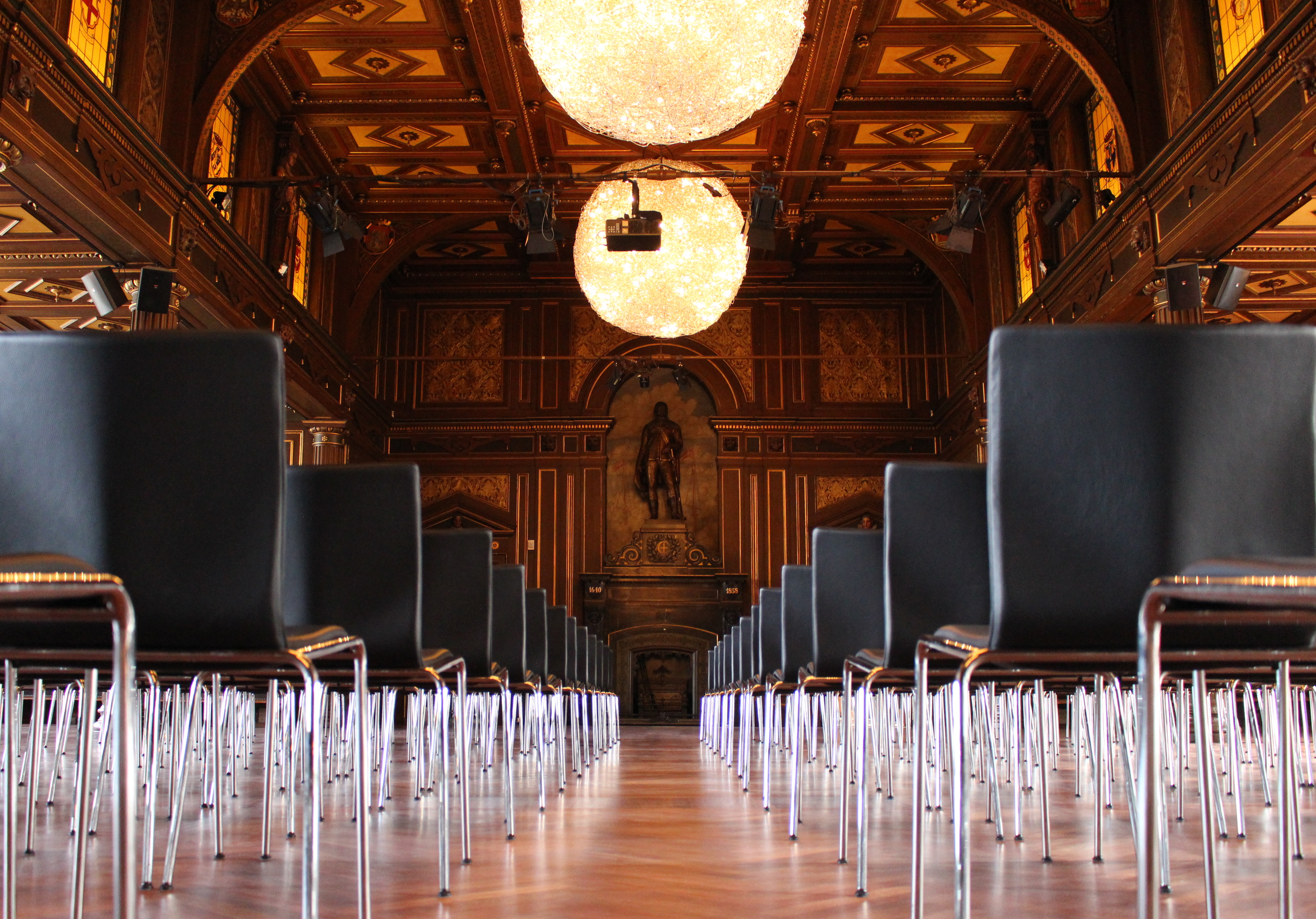
Hlavní sál burzy
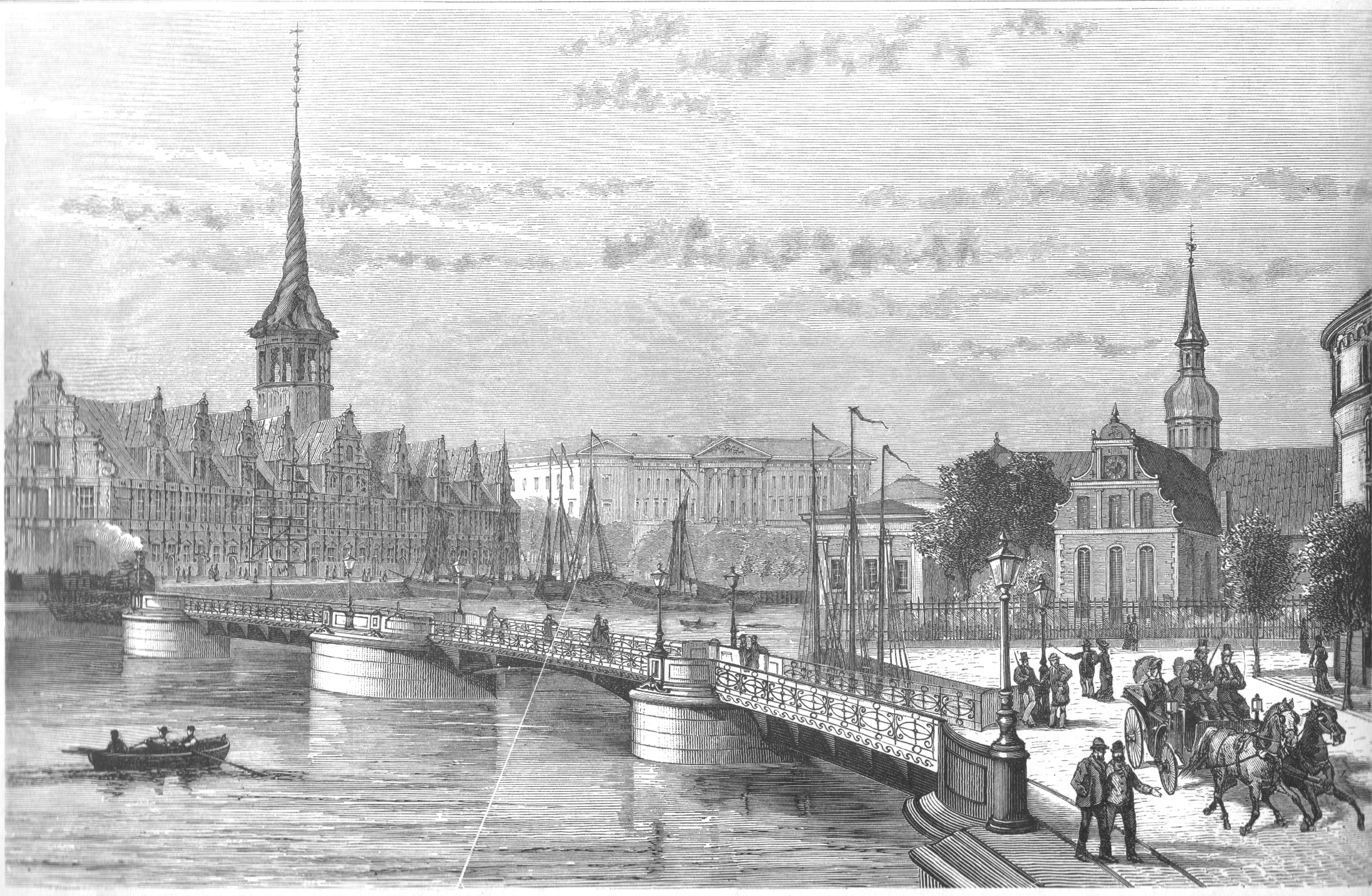
Budova na obraze Theodora Siersteda z roku 1899
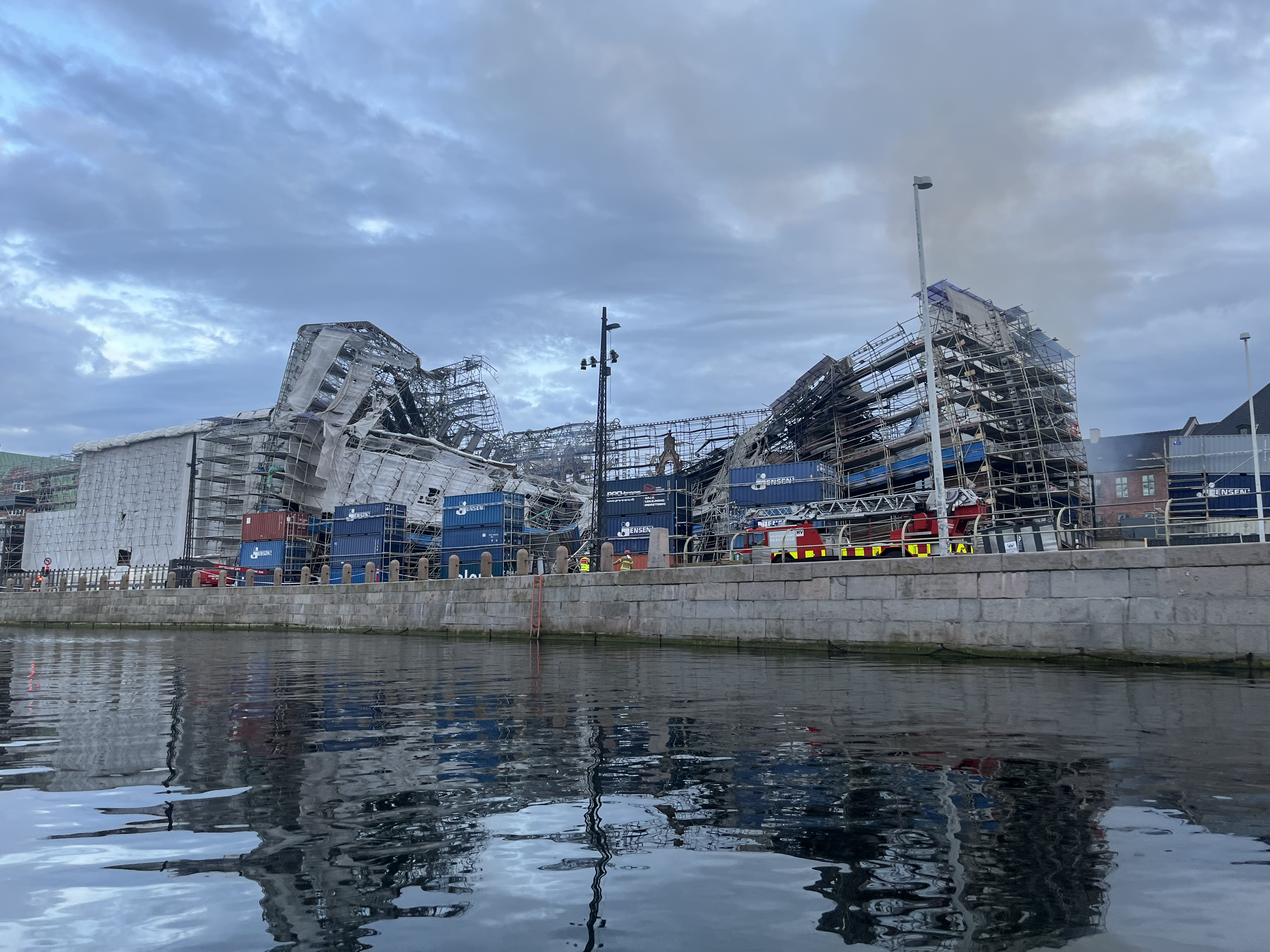
Burza po požáru v roce 2024